# Renzo Belli
Renzo Belli (Castellarano, 31 ottobre 1945 – Modena, 14 febbraio 2022) è stato un farmacista italiano, insignito della medaglia d'oro al merito civile.

## Biografia

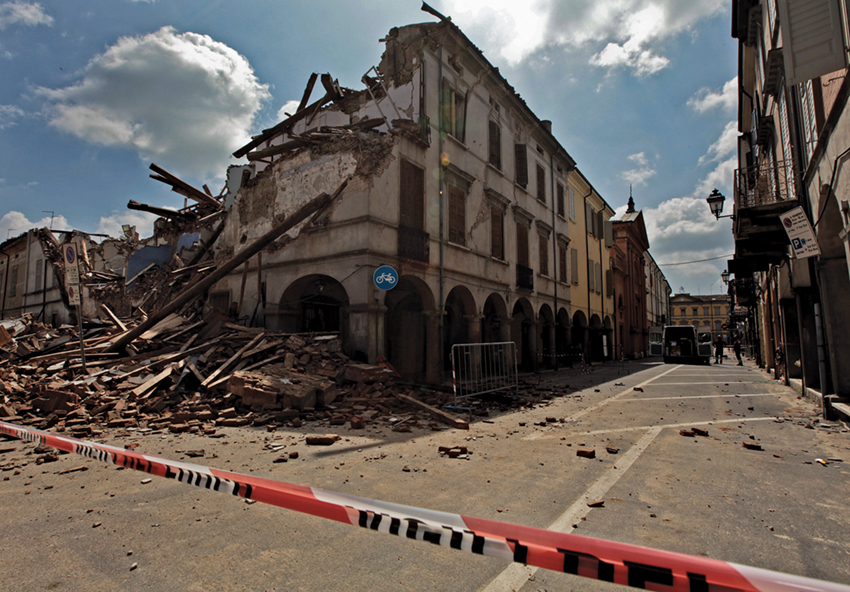
Il centro di Concordia sulla Secchia devastato dal terremoto dell'Emilia del 2012.

Si laureò nel 1972 all'Università di Bologna, gestendo poi una storica farmacia di Concordia sulla Secchia ereditata dal padre e situata vicino a Palazzo Corbelli, sede del municipio.
Durante l'emergenza per il devastante terremoto dell'Emilia del 2012, nonostante la morte del figlio Marco in un incidente stradale avvenuto il 24 maggio, soccorse ed assistette i propri concittadini insieme alla moglie Carla Cestari e all'altro figlio Francesco: fornì medicinali anche gratuitamente e allestì nel giardino di 1200 m² della propria casa il "Campo Paradiso" composto da decine di tende per alloggiare oltre cento sfollati e cucine da campo, docce e una tensostruttura per riunirsi o pregare. Essendo tutte le oltre 50 chiese della Bassa modenese gravemente lesionate dal sisma, la tensostruttura venne inizialmente montata per poter celebrare il funerale del figlio; in seguito e per molti anni vennero ospitate le funzioni religiose della vicina chiesa di san Giovanni Battista inagibile.
Nel 2013 ha ricevuto il premio Cosmofarma per il farmacista dell'anno per il suo impegno durante il terremoto che ha sconvolto l'Emilia nel 2012.
Nel 2016 i coniugi Belli furono insigniti della medaglia d'oro al merito civile per le opere di solidarietà prestate durante il sisma.
Morì all'età di 76 anni dopo aver contratto il Covid-19.